# Redmi K30 Pro
Redmi K30 Pro là điện thoại thông minh chạy Android do Xiaomi sản xuất và bán trên thị trường dưới thương hiệu con Redmi. Có bốn mẫu, K30 Pro, K30 Pro Zoom, K30 Ultra và POCO F2 Pro, là phiên bản được đổi thương hiệu của K30 Pro bán ở thị trường toàn cầu.
Công ty đã ngừng sản xuất và bán mẫu điện thoại để chuyển sang dòng sản phẩm kế nhiệm Redmi K40 Pro vào năm 2021.

## Thiết kế
Dòng K30 Pro sử dụng khung nhôm anodized với kính cường lực Gorilla Glass thế hệ thứ 5 ở mặt trước và mặt sau. Nút âm lượng và nút nguồn đều được đặt ở cạnh phải; cái sau có dấu màu đỏ. Camera trước được ẩn dưới màn hình có cơ chế pop-up như thế hệ K20 Pro. Phần nhô ra của camera ở mặt sau là một khối duy nhất có đèn flash LED kép bên dưới và mô-đun hình tròn. Máy có tổng cộng 4 màu:  Xám, Tím, Trắng và Xanh. K30 Ultra gồm các màu Moonlight White, Midnight Black và Mint Green finishes.

## Thông số kỹ thuật

### Phần cứng phần mềm
Mẫu Pro được trang bị vi xử lý Snapdragon 865 với GPU Adreno 650, trong khi K30 Ultra sử dụng MediaTek Dimensity 1000+ với GPU Mali-G77 MC9. K30 Pro, K30 Pro Zoom và POCO F2 Pro đều có dung lượng lưu trữ 128 hoặc 256 GB và RAM 6 hoặc 8 GB cùng với biến thể 12 GB RAM/512 GB UFS bổ sung trên K30 Pro Zoom; mẫu K30 Pro 128 GB/6 GB có UFS 3.0 trong khi các mẫu khác có UFS 3.1. POCO F2 Pro có UFS 3.1 trên tất cả các kiểu máy và không có biến thể RAM 8 GB/128 GB UFS. Ở mặt trước so với thế hệ tiền nhiệm, màn hình lớn hơn K20 ở mức 6,67 inch (169,4mm) và có tỷ lệ khung hình 20:9 rộng hơn, sử dụng tấm nền màn hình AMOLED với cảm biến vân tay quang học đặt trong màn hình, có hỗ trợ HDR10+; chỉ K30 Ultra có tốc độ làm tươi 120 Hz. Có pin là 4700mAh; sạc nhanh được hỗ trợ qua USB-C lên đến 30 W hoặc 33 W. K30 Ultra có pin 4500 mAh nhỏ hơn. Tất cả các thiết bị đều chạy sẵn MIUI 11, dựa trên Android 10. Trong số các tính năng khác, có Đài FM, hỗ trợ hai SIM, NFC, Hồng ngoại, Mở khóa bằng khuôn mặt và công nghệ buồng tản nhiệt lớn LiquidCool 2.0.
Xiaomi ra mắt một phiên bản điện thoại khác là Redmi K30 Pro Zoom với các tính năng, phần cứng gần như tương tự ngoại trừ bổ sung thêm camera zoom quang 3x và chống rung quang học ở cảm biến chính (OIS).

#### Máy ảnh
Cảm biến chính so với thế hệ tiền nhiệm đã được nâng cấp từ cảm biến Sony IMX586 48 MP lên cảm biến Sony IMX686 64 MP và thêm một cảm biến để đo chiều sau. K30 Pro Zoom được bổ sung OIS (chống rung quang học) trên cảm biến chính. Và thêm một ống kính tele 8 MP với zoom quang 3x, trong khi K30 Pro và POCO F2 Pro được ống kính "telemacro" 5 MP có tiêu cự gấp đôi ống kính macro thông thường. Cả hai đều được trang bị camera góc siêu rộng 13 MP. Camera phía trước sử dụng cảm biến Samsung S5K3T2 20 MP có cơ chế Pop-up trượt lên, f/2.2, (rộng), 1/3.4", 0.8 μm với HDR.